# Ślęża
Slęża (en allemand : Zobtenberg ou Zobten) est un sommet dans la voïvodie de Basse-Silésie au Sud-Ouest de la Pologne. Il s'élève à 718 m d'altitude dans le piémont des Sudètes centrales.
La montagne est principalement constituée de roche plutonique (gabbro) et couverte de forêts. La montagne et ses environs font partie d'une zone protégée, le parc paysager Slęża.

## Toponymie
La première mention du mont Silensi dans les chroniques de Dithmar de Mersebourg daterait de 1017. L'origine du nom est souvent considérée comme dérivant de la tribu ancienne des Sillings, l'un des deux principaux rameaux du peuple vandale qui depuis le IIIe siècle est installé sur un territoire correspondant à peu près à l'actuelle Silésie. Selon une autre hypothèse, le nom vient de la tribu slave des Slézanes (en polonais : Ślężanie), mentionnée par le Géographe bavarois vers la fin du IXe siècle, qui s'étaient établis en Basse-Silésie.

## Géographie

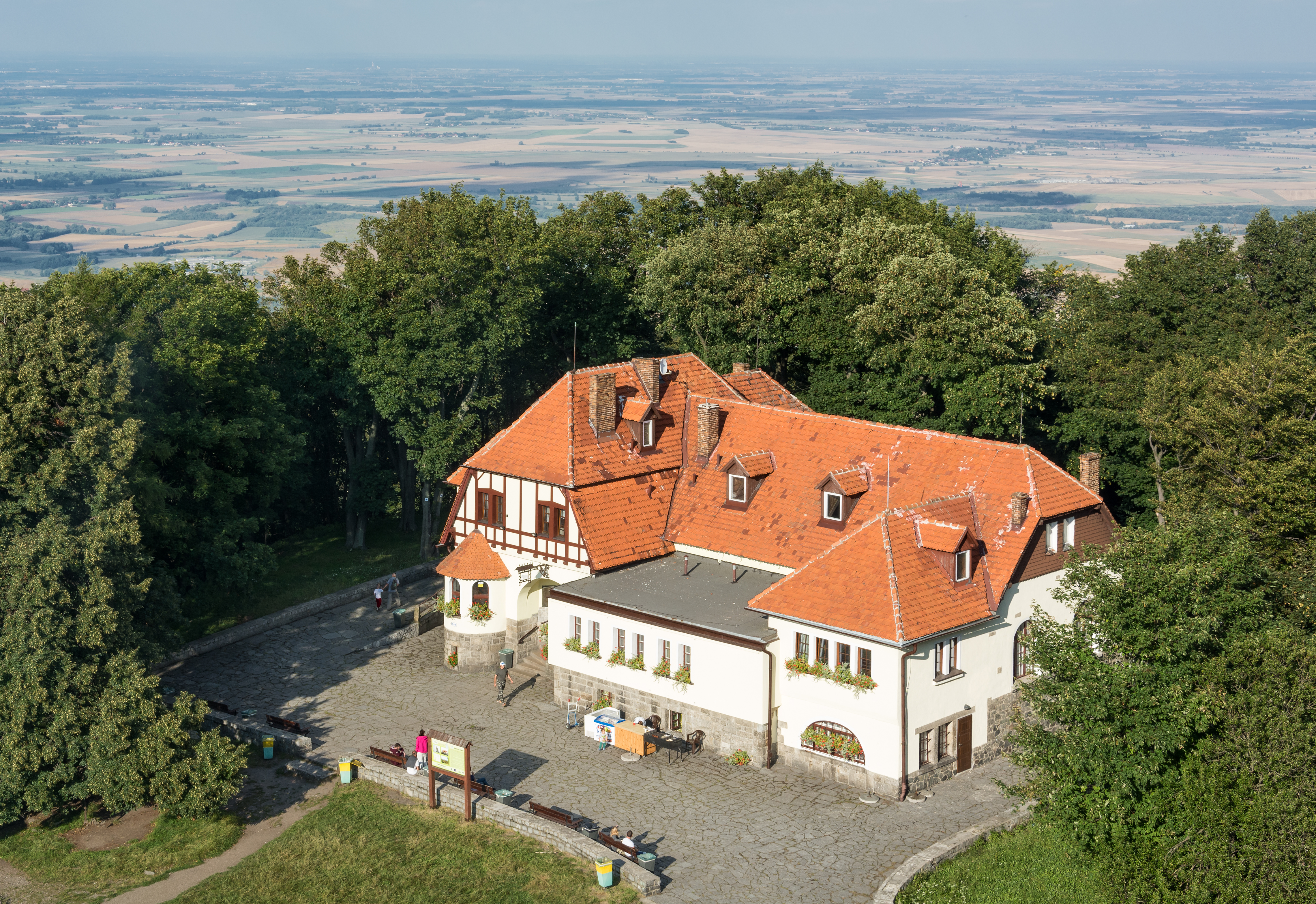
L'auberge au sommet.

Le mont Slęża, visible de loin, s'élève de la vaste plaine silésienne et passe pour être un des emblèmes de la Silésie. Situé à environ 35 km au sud-ouest de Wrocław, la montagne sépare les vallées des rivières Ślęza et Bystrzyca, des affluents de l'Oder. La ville de Sobótka se trouve sur le côté nord-est. 
Le massif constitue un but de promenade très apprécié qui offre un point de vue sur toute la région. Au sommet, se trouvent une auberge construite en 1908, une antenne de radio et télévision, l'église Sainte-Marie, une tour d'observation ainsi que les ruines à peine visibles d'un château médiéval.